# ZZ Ward
ZZ Ward, nata Zsuzsanna Eva Ward (Abington, 2 giugno 1986), è una musicista, cantante e cantautrice statunitense.
Ha pubblicato due album in studio sotto la label Hollywood Records: Til the Casket Drops (2012) e The Storm (2017).

## Discografia
Album in studio
- 2012 - Til the Casket Drops
- 2017 - The Storm

EP
- 2012 - Criminal
- 2015 - Love and War

Mixtape
- 2012 - Eleven Roses